# Stephen Ward (comédie musicale)
Pour les articles homonymes, voir Steve Ward.
Stephen Ward est une comédie musicale composée par Andrew Lloyd Webber sur un livret de Don Black et Christopher Hampton. Elle s'inspire de l'affaire Profumo, un scandale politique qui secoue le Royaume-Uni au début des années 1960. Ce spectacle suit en particulier Stephen Ward, un ostéopathe au cœur de l'affaire qui s'est suicidé pendant son procès pour proxénétisme. Il est présenté comme un bouc émissaire victime d'une grave erreur judiciaire.
La première représentation se déroule le 19 décembre 2013 au Aldwych Theatre de Londres. Les critiques sont mitigées. La dernière a lieu le 29 mars 2014.

## Chansons
| 1. The Chamber of Horrors - Human Sacrifice (Stephen Ward) 2. Murray's Club - Super Duper Hula Hooper (Crooner, The Hula girls) - When You Get to Know Me (Stephen Ward, Christine Keeler) 3. Wraysbery - You're So Very Clever to Have Found This (Stephen Ward, Christine Keeler) 4. The Cottage at Cliveden - This Side of the Sky (Stephen Ward, Christine Keeler) 5. Murray's Club - Super Duper Hula Hooper (Reprise) (Crooner, The Hula girls) - Manipulation (Stephen Ward, Yevgeny Ivanov, Mandy Rice-Davies, Christine Keeler) 6. Wimpole Mews - He Sees Something in Me (Christine Keeler, Mandy Rice-Davies) 7. A Party in Hyde Park Square - You've Never Had It So Good (troupe) 8. The El Rio Cafe in Notting Hill - Black-Hearted Woman (Lucky Gordon) 9. Astor's House in Cliveden - Mother Russia, While We Can (Yevgeny Ivanov, Stephen Ward, Christine Keeler) 10. Wimpole Mews - Love Nest (John Profumo, Christine Keeler) - Freedom Means the World to Me (Stephen Ward, Christine Keeler, Mandy Rice-Davies) - 1963 (Christine Keeler, Mandy Rice-Davies) | 1. Wimpole Mews - Human Sacrifice (Reprise) (Stephen Ward, Christine Keeler, Mandy Rice-Davies) 2. An Office at the News of the World - Give Us Something Juicy (Christine Keeler, les journalistes) 3. The Dorchester Hotel 4. The Profumo's House in Chester Terrace - Profumo's House (Valerie Hobson, John Profumo, Martin Redmayne, Sir Peter Rawlinson, Sir John Hobson) 5. House of Commons 6. The Home Secretary's Quarters in the Home Office - Manipulation (Reprise) (Henry Brooke, Roger Hollis, Sir John Simpson) 7. Marylebone Police Station - Police Interview (Christine Keeler, Mandy Rice-Davies, Lucky Gordon, CI Samuel Herbert, D/Sgt Diggs, Vickie Barrett, Ronna Ricardo) 8. The Hotel Cipriani, Venice - I'm Hopeless When It Comes to You (Valerie Hobson) 9. The Arrest - The Arrest (troupe) 10. Court No.1 at the Old Bailey - The Trial (Stephen Ward, James Burge, Mervyn Griffith-Jones, le juge) 11. Wimpole Mews - Too Close to the Flame (Stephen Ward) 12. The Chamber of Horrors, Blackpool - Final Scene (Stephen Ward) |

## Distribution originale
- Alexander Hanson : Stephen Ward
- Charlotte Spencer : Christine Keeler
- Charlotte Blackledge : Mandy Rice-Davies
- Anthony Calf : Lord Astor
- Daniel Flynn : John Profumo
- Joanna Riding : Valerie Hobson
- Wayne Robinson : Johnny Edgecombe
- Ian Conningham : Evgueni Ivanov
- Ricardo Coke Thomas : Lucky Gordon
- Christopher Howell : Percival Murray